# The World Ends with You
The World Ends with You („Die Welt endet mit dir“), in Japan veröffentlicht als Subarashiki Kono Sekai (japanisch すばらしきこのせかい, deutsch etwa „Diese wundervolle Welt“), ist ein von Jupiter und Square Enix’ Team hinter der Kingdom-Hearts-Serie entwickeltes Action-Rollenspiel für die Nintendo-DS-Spielkonsole. Es spielt im Tokioter Einkaufsviertel Shibuya und nimmt Bezug auf viele Aspekte der japanischen Jugendkultur. Zahlreiche Elemente wie die japanische Esskultur, Mode, mobile Telefone und die Eigenheiten der dortigen Subkulturen werden thematisiert.
Die Geschichte folgt den Erlebnissen des Jugendlichen Neku Sakuraba und seinen Partnern, die allesamt verstorben sind und im Programm gegen Anhänger eines ominösen Kultes namens „die Reaper“ um die Chance auf ein zweites Leben kämpfen. Jede Woche findet das Spiel der Reaper statt und stellt den Protagonisten täglich vor Missionen, die es zu erfüllen gilt, um der Auslöschung zu entgehen.

## Handlung

### Szenario
Das Spiel findet in einer alternativen Version Shibuyas statt. Die auserwählten Toten, Player genannt, werden in das Spiel der Reaper eingelassen, wo sie deren Marionetten sind und die vom Game Master der Reaper gestellten Missionen ausführen müssen. Ziel des Spiels ist es, eine Woche lang zu überleben und sich somit die Chance zu sichern, in die Welt der Lebenden zurückkehren zu dürfen.
Alle Player befindet sich im Underground, einer Parallelwelt zum Realground, in dem die Lebenden wohnen. Im Underground ist man für Lebende unsichtbar und unberührbar, hat jedoch auch umgekehrt kaum Einfluss auf diese. Um den Underground zu betreten, muss man zuerst das, was einem am meisten am Herzen liegt, den Reapern als Pfand überlassen. Diesen Eintrittspreis bekommt man jedoch nur zurück, wenn man das Spiel gewinnt. Es kommt auch vor, dass nur einer bestimmten Anzahl von Playern die Rückkehr ins Leben gewährt wird. Zählt man nicht dazu, so muss man das Spiel wiederholen. In diesem Fall erhält man sein Eintrittspfand zurück, muss jedoch einen neuen Preis zahlen, wenn das, was einem am meisten bedeutet, nun etwas anderes ist.
Die Missionen werden jede Woche von einem anderen Reaper, dem Game Master der jeweiligen Runde gestellt. Sie können unterschiedlichen Charakter haben, meistens handelt es sich um Rennen, bei denen rechtzeitig ein bestimmter Ort zu erreichen ist. Die Missions-Mail, in der die Aufgabe des Tages erklärt wird, bekommt jeder Player auf seinem Handy zugeschickt. Anschließend erscheint jedem Player auf der Handfläche ein Timer in Gestalt eines Tattoos, das die verbleibende Zeit anzeigt, bis das Limit erreicht ist. Um es den Playern zu erschweren, wenden die Reaper zahlreiche Mittel an. So ist es für sie möglich, ganze Straßenzüge mit unsichtbaren Wänden zu versiegeln. Des Weiteren können sie aus Paralleluniversen Dämonen, Noise genannt, beschwören.
Den Playern hingegen stehen nur die Fähigkeiten der Pins zur Verfügung, welche, wenn sie von Playern gehalten werden, magische Kräfte namens Psychs freisetzen können. Mit deren Hilfe lassen sich die Noise besiegen, jedoch nur zu zweit, da sie simultan in zwei Ebenen existieren. Deshalb können Player nur als Partner überleben. Stirbt man, so hat auch der jeweilige Partner verloren.

### Handlung
Das Spiel folgt den Erlebnissen des soziopathischen Teenagers Neku Sakuraba, welcher ohne Erinnerungen an seinen Tod oder die Regeln des Spiels im Underground aufwacht. Er schließt sich, als er vor der Statue von Hachikō von Noise angegriffen wird der Playerin Shiki Misaki an, die ihn über die Regeln des Spiels in Kenntnis setzt, ihm jedoch zur Schonung verheimlicht, dass er tot ist. Obwohl er anfangs vom Spiel verwirrt ist, gewinnt Neku im Verlauf der Geschichte zunehmend an Selbstvertrauen und lernt langsam, sich anderen Menschen zu öffnen. So macht er Bekanntschaft mit den Playern Beat und Rhyme und dem "Support" des Spiels, Sanae Hanekoma. Als sich die Player am 4. Tag ein Rennen liefern, stellen die Reaper Beat eine Falle und Rhyme opfert sich für ihn und wird von den Reapern ausgelöscht. Am Ende des nächsten Tages begegnen Neku und Shiki dem Game Master, Yodai Higashizawa, der Neku offenbart, dass er tot ist. Des Weiteren stellt sich heraus, dass Shikis Eintrittspreis ihre physische Gestalt war, da Neku im Realground einem Mädchen namens Eri begegnet dessen Erscheinungsbild Shikis Aussehen im Underground gleicht. Obwohl sie ihn mehrmals angelogen hat, spricht Neku Shiki Mut zu und Schafft es mit ihr am 7. Tag, den Game Master niederzustrecken. Als einzige überlebende Player landen nun Neku, Shiki und Beat in einer Art schemenhaften Zwischenwelt, jedoch gestattet der Oberste Reaper, Megumi Kitaniji, der Conductor nur einem von ihnen die Rückkehr in den Realground. In der Hoffnung, Rhyme wieder zum Leben zu erwecken schließt sich Beat den Reapern an und Neku drängt Shiki, in den Realground zurückzukehren. Neku erhält von Megumi seine Erinnerungen mit Ausnahme der Erinnerung an seinen Tod zurück, doch als neuer Eintrittspreis wird nun Shiki, die Neku als einziges etwas zu bedeuten scheint daran gehindert zurückzukehren. Neku betritt das Spiel erneut.
Zu Beginn der zweiten Woche sucht Neku vor der Statue von Hachikō nach Playern und schließt mehr oder weniger freiwillig einen Pakt mit dem enigmatischen Joshua. Dieser hilft ihm, die Mission zu erfüllen und begegnet mit ihm dem Nachfolger des Game Masters, dem Exzentrischen Mathegenie Sho Minamimoto, welcher Neku und Joshua die Woche so schwer wie möglich macht. Neku sucht unterdessen unter Joshuas Leitung nach dem Composer, dem Gott welcher Shibuya beschützt und das Spiel regelt. Diesen will er Besiegen um selbst seinen Status einzunehmen und das Spiel abzuschaffen. Dennoch misstraut Neku ihm, da er beim Scannen von Joshuas Gedanken sieht, wie dieser neben Nekus Leiche in Udagawa steht. Zudem stellt sich heraus, dass Joshua dem Spiel lebendig beigetreten ist. Am 7. Tag besagt die Mission, den Game Master in Pork City zu besiegen. Dort Erfahren die Player, dass die Mission vom Conductor ausgestellt wurde, dem Minamimotos Regelverstöße bedrohlich vorkamen. Neku und Joshua besiegen ihn, jedoch feuert Sho einen Level i Flare Pin auf Neku, sodass Joshua sich scheinbar opfert, um Neku zu retten. Doch da Joshua am Leben ist zählt der Sieg als ungültig und Neku ist gezwungen das Spiel ein drittes Mal zu betreten. Da Neku sich immer mehr seinen Mitmenschen geöffnet hat zieht der Conductor alle anderen Player als Eintrittspreis ein.
Als einziger Player eilt Neku zur Hachikō-Statue. Als ihn Noise angreifen verlässt Beat jedoch die Reaper, schließt mit Neku einen Pakt und erklärt ihm, dass er nur Reaper wurde, um Rhyme zu retten, die er als seine eigene Schwester offenbart. Rhyme wurde nun von den Reapern in die Form eines Noise gebracht der Beat begleitet, doch am zweiten Tag tritt die neue Game Masterin Mitsuki Konishi auf, welche als Eintrittspfand für Beat Rhyme fordert und sie in die Form eines Pins verwandelt. Da im gesamten Underground der Notstand ausgerufen wird, können nun Reaper die Player direkt angreifen. Die beiden machen sich auf, den Pin von Mitsuki zurückzufordern. Sie finden sie zwar nicht innerhalb der Woche, erhalten jedoch immer leistungsstärkere Keypins mit deren Hilfe sich die unsichtbaren Barrieren der Reaper aufbrechen lassen, bis sie am 7. Tag die Barriere zum Shibuya River auflösen, wo angeblich der Composer als Gott den Underground residiert.
Im Tunnelgeflecht unter Shibuya begegnen Neku und Beat Sho, der ihnen offenbart, dass Mitsuki die ganze Zeit über in ihrem Schatten versteckt war. Sie öffnet Sho, der ebenfalls den Composer umbringen und seinen Platz einnehmen will den Zugang zum Thronsaal, unter der Bedingung, dass er sie zum Conductor macht wenn er sein Ziel erreicht hat. Jedoch besiegen Neku und Beat Mitsuki und entdecken in den Gängen Shiki, die dort gefangengehalten wurde und Sho, der unter unklaren Umständen von einem Getränkeautomaten zerquetscht wurde. Schließlich besiegen die drei den Conductor Kitaniji, wobei Beat und Shiki verletzt werden und Neku sie zurücklässt. Im Thronsaal kehren der Conductor, Beat und Shiki zurück und sammeln sich zum letzten Gefecht, als Joshua, der sich als Composer offenbart auf der Bildfläche erscheint. Er verschmelzt sich, den Conductor, Beat und Shiki zu einem Noise, gegen den Neku bestehen muss. Nach dem Kampf klärt sich alles auf: Der Composer hat vor Beginn des Spiels den Entschluss gefasst, Shibuya aufgrund der Verderbtheit seiner Bewohner zu zerstören. Der Conductor jedoch hat mit ihm den Vertrag geschlossen in drei Wochen Shibuya zu seiner Zufriedenheit zu verändern. Zu diesem Zweck ließ er von den Playern in der ersten Woche die Red Skull Pins im Realground verbreiten, die ihren Trägern mit der Zeit jede menschliche Emotion rauben. Der Composer nahm die menschliche Gestalt Joshuas an und erwählte einen Player (Neku), um das Ziel des Conductors zu vereiteln. Joshua schlägt Neku ein letztes Duell vor, dessen Gewinner zum neuen Composer wird. Neku ist jedoch vom Betrug seines Freundes so enttäuscht, dass ihm das Schicksal Shibuyas egal ist und er es nicht wagt ihn zu töten. Joshua schießt, allerdings vorbei. Zuletzt sieht Neku noch, wie Mr. Hanekoma neben Joshua steht, dann verliert er das Bewusstsein.
Wieder im Realground aufwachend, glaubt Neku, dass er das Spiel erneut durchspielen muss. Eine Woche später begegnet er vor Hachikōs Statue Beat, Rhyme und Shiki in ihrem wahren Körper und sagt, dass er nun Freunde habe. Von den Dächern Shibuyas aus betrachten Joshua und Hanekoma die vier. Joshua sagt, dass Shibuya nun perfekt sei.

### Another Day Zusatzkapitel
Ein Zusatzkapitel, das mit dem Sieg freigeschaltet wird. Es spielt in einer parallelen Welt, in der die gleichen Charaktere wie in der Haupthandlung leben, jedoch nichts vom Spiel der Reaper wissen. Im Mittelpunkt steht der Tin Pin Wettbewerb, welchen die Reaper, hier als Black Skulls bekannt, sabotieren.

## Charaktere

### Spieler
Wie der Name sagt, sind sie die Teilnehmer am Spiel der Reaper. Sie werden von Reapern auserwählt, die Chance auf ein weiteres Leben verdient zu haben und unterliegen den Regeln des Undergrounds. Sie verfügen über die Macht der Pins, die ihnen Fähigkeiten wie Telekinese, Telepathie und Schockwellen verleihen.

#### Neku Sakuraba / Phones
"I don't get people. Never have. Never will."
Neku Sakuraba ist der Protagonist der Geschichte, ein gewöhnlicher 15-jähriger Schüler. Neku leidet an starker Soziopathie und hat ein extremes Misstrauen und tiefe Abneigung gegenüber anderen Menschen entwickelt. Als er im Underground erwacht, hat er all seine Erinnerungen verloren und weiß weder wie er starb, noch was die Situation von ihm fordert. Im Laufe der nächsten Wochen lernt Neku jedoch neue Menschen kennen, beginnt sie zu verstehen und sich ihnen zu öffnen. Er ist ein großer Fan von Graffiti und dem Designer CAT, dessen Motto "do what you want, when you want and where you want" sein Mantra wurde. Im "Another Day" Zusatzkapitel wird erwähnt, dass Neku einen Freund hatte, der auf dem Weg zu einem Treffen mit ihm in einem Autounfall starb. Dieses Trauma könnte erklären, wieso er solche Angst davor hat, andere Menschen zu verlieren.

#### Shiki Misaki
"I'm scared. Scared of getting a second chance."
Shiki, ein 15-jähriges Mädchen, ist Nekus Partnerin in der 1. Woche. Sie hat ein extrem optimistisches und geselliges Gemüt und stellt somit den Gegenpart zu Neku dar. Hat sie etwas zu sagen, verschweigt sie es keinem. Unter ihrer selbstbewussten Fassade ist sie jedoch stets von Selbsthass und der Angst erfüllt, es nicht allen recht zu machen und nutzlos zu sein. Shiki träumt davon Modedesignerin zu werden, ist jedoch nur fähig zu nähen, was ihre Freundin Eri designt. Aufgrund ihrer Eifersucht auf Eri wurde ihr beim Eintritt in den Underground ihre physische Gestalt genommen. Das gesamte Spiel über spielt sie in Eris Körper, den die Reaper ihr verliehen, um ihr zu beweisen, dass sie nicht für sie, sondern nur für sich selbst lebt. Trotz allem hilft sie Neku, wo sie kann. Shiki trennt sich nie von ihrem handgemachten Stofftier Mr. Mew, einer Plüschkatze, die Cait Sith, einem Charakter der Final Fantasy-Saga, ähnelt.

#### Daisukenojo Bito / Beat
"You ain't my Partner anymore. You're... my friend."
Beat, ein hitzköpfiger und impulsiver Junge in Nekus Alter, ist ein Player, der in der 1. Woche das Spiel zusammen mit seiner Schwester Rhyme betritt. Er wurde, nachdem er mit ihr gemeinsam von zuhause ausgerissen ist, von einem Auto überfahren. Er macht sich ständig Vorwürfe, weil er unfähig war, ihr das Leben zu retten. Er liebt seine Schwester und tut alles, um ihr zu helfen. So wird er beispielsweise über die 2. Woche zum Reaper, um einen Weg zu finden, Rhyme, die ausgelöscht wurde, wieder zum Leben zu erwecken. Beat wird in der 3. Woche zu Nekus Partner und zeigt, dass er es zwar gewohnt ist, sich mit brachialer Gewalt seinen Weg zu bahnen, jedoch im Herzen ein sentimentaler Menschenfreund ist. Beat trägt für gewöhnlich Hip-Hop-Klamotten und ist leidenschaftlicher Skater. Als Running Gag gerät er jedes Mal in Panik, wenn man ihn mit seinem wahren Vornamen anspricht.

#### Raimu Bito / Rhyme
"We don't have time for mistakes either."
Mit ihrer ernsten und lebensfrohen Attitüde ist Beats Schwester der leitende Geist hinter ihm und sein gutes Gewissen. Sie wurde vom gleichen Wagen überfahren wie er und verlor als Eintrittspreis in den Underground alle Erinnerungen an ihn, woraufhin er einen Pakt mit ihr schloss. Am 4. Tag wird sie von den Noise ausgelöscht, und Hanekoma versiegelt ihre Seele in einem Pin, aus dem man sie als Noise heraus beschwören kann. Am Ende der 3. Woche gewinnt Beat den Pin von Mitsuki, der neuen Game Masterin, zurück. Mit dem Sieg über den Conductor werden alle Player wieder zum Leben erweckt, und Rhyme trifft Neku bei der Hachikō-Statue. Es wird jedoch nicht ersichtlich, ob sie ihren Einsatz für das verlorene Spiel mit Beat wieder erhalten hat.

#### Yoshiya Kiryu / Joshua
"You need to do better, Neku."
Joshua ist Nekus Partner in der 2. Woche und – wie sich später herausstellt – der Composer des Undergrounds, eine Gottheit, deren Aufgabe es ist, das Spiel der Reaper zu kontrollieren. Joshua ist ein strategisches Genie von, für sein Alter, ungewöhnlicher Brillanz. Leider wird dieser Charakterzug meist von seinem arroganten Benehmen überschattet. Genau wie Neku gibt er sich nur mit anderen Menschen ab, wenn es ihm etwas bringt, hat jedoch im Gegensatz zu ihm nicht das geringste Interesse, andere zu verstehen und hält sich für den Nabel der Welt, was zum stetigen Grund für Streitereien zwischen den beiden wird. Im Laufe der 2. Woche jedoch versteht Neku Joshua und sein Verhältnis zu Mitmenschen, das er selbst früher teilte, langsam. Er ist ein guter Freund Hanekomas und vertraut ihm.
Um das Spiel gegen den Conductor, das 3 Wochen lang ist und entscheiden soll, ob der Underground Shibuyas weiter existieren darf, zu gewinnen, erschießt Joshua Neku im Real Ground. Er entschied sich laut Hanekoma für Neku als Proxy in dem Spiel, da dieser sich zugänglich für die Kunst von Cat zeigte.
Das Ende lässt vermuten, dass Joshua das letzte Spiel gegen Neku, indem die beiden sich mit Pistolen duellieren, gewinnt, sich aber dennoch dazu entscheidet, Neku, seine Freunde und Shibuya zu verschonen, da diese sich weiterentwickelt haben.

### Reaper
Die Reaper (死神, Shinigami im japanischen Original), ein Geheimkult von Verstorbenen, sind eine Art "Überwacher" des Spiels. Man erkennt sie an den schwarzen Flügeln auf ihrem Rücken, die die Manifestationen ihrer übernatürlichen Mächte darstellen. Reaper werden aus der Zahl der Player, die eine Woche überlebt haben, rekrutiert. Jeder Player kann Reaper werden, wenn er es will. Sie existieren, wie die Noise, simultan in zwei Ebenen, Underground und Realground. Jedoch tragen sie im Realground keine Flügel, was sie auf dieser Ebene zu normalen Menschen macht. Um den Playern das Leben schwer zu machen, können sie Noise beschwören und teilweise Straßen mit unsichtbaren Wänden versiegeln. Zahlreiche Reaper nehmen im Kampf die Gestalt von Noise an. Ähnlich wie die Spieler müssen sie Punkte sammeln, um zu überleben.

#### Megumi Kitaniji / Shades
"Now Shibuya will be saved."
Megumi Kitaniji ist der Conductor (Dirigent), der oberste Reaper und direkter Vorgesetzter von Yodai Hagishazawa, Sho Minamimoto und Mitsuki Konishi. Megumi ist per du mit dem Composer und hat die Aufgabe dafür zu sorgen, dass das Spiel seinen Regeln folgt. Obwohl er von großer Loyalität gegenüber dem Composer erfüllt ist, überwiegt seine Liebe zu Shibuya, als er erfährt, dass der Realground vernichtet werden soll. Megumi ist extrem emotionslos und hält menschliche Gefühle für Barrieren, die es auf dem Weg zur Erlösung zu überwinden gilt. Darüber hinaus mischt er sich fast nie direkt in das Spielgeschehen ein, sondern bevorzugt es, sich zurückzulegen und zuzusehen. Er nimmt im Kampf die Gestalt einer Riesenschlange an.

#### Yodai Hagishazawa / Steroids
"The proof is in the pudding. The pudding... of their doom!"
Der gewaltige, rastalockige Game Master der 1. Woche, ein ernsthafter und loyaler Reaper, der den alten Traditionen folgt. Hagishazawa hat einen Fetisch auf alles, was mit Essen und Gastronomie zu tun hat, gefasst, was sich häufig in seiner Redeweise zeigt und darin ausartet, dass er Player mit Zutaten gleichsetzt. Jedoch ist er unter den höhergestellten Reapern noch der menschlichste, da er teilweise Player motiviert und Neku und Shiki noch für ihren Sieg über ihn beglückwünscht. Er nimmt im Kampf die Gestalt eines gewaltigen Stiers an.

#### Sho Minamimoto / Pi-Face
"So zetta slow!"
Der Game Master der 2. Woche, ein strategisches Genie, dessen Arroganz dicht seinem Wahnsinn folgt. Mit 18 Jahren ist er der jüngste Game Master der Geschichte und plant alle veralteten Traditionen umzuwerfen und den Underground zu revolutionieren. Minamimoto ist ein Mathematik-Fetischist und unfähig, ein Gespräch zu führen, ohne eine mathematische Anspielung einzubauen. Er hat die seltsame Angewohnheit, im Underground Müllhalden zu bauen, in denen manchmal Botschaften versteckt sind. Minamimoto wird am Ende der 2. Woche scheinbar besiegt, kehrt jedoch zurück, nachdem er sich mit Taboo Noise vereinigt hat. Er hat das Ziel, den Composer zu besiegen und seinen Platz einzunehmen, wird allerdings am letzten Tag im Udagawa-Fluss von einem Getränkeautomaten zerquetscht aufgefunden. Er nimmt im Kampf die Gestalt eines Löwen an.

#### Mitsuki Konishi / The Iron Maiden
"Just as I predicted"
Der Game Master der 3. Woche ist eine Perfektionistin, die glaubt, durch Analyse und Abwägung jede Aktion und Reaktion vorhersagen zu können. Konishi scheint anfangs loyal zu den Reapern zu stehen, jedoch wird es bald klar, dass sie nur darauf aus, ist in der Karriereleiter der Reaper aufzusteigen und keine Mittel scheut, um Conductor zu werden. Sie ist der wohl kaltherzigste Reaper und genießt es mit der Psyche ihres Gegenübers zu spielen. Menschenleben sind für sie wertlos, bestenfalls noch gut genug als Marionetten in ihren Plänen. Sie wird von Neku und Beat im Udagawa Fluss niedergestreckt. Ihre Noise-Gestalt ist die einer schwebenden Tigerin.

#### Uzuki Yashiro / Pinky
"I smell a promotion."
Eine Reaperin, die im Gegensatz zu den meisten ihrer Kollegen ganz von ihrer Arbeit besessen ist und alles für eine Beförderung täte. Obwohl sie unter den Reapern einen sehr niedrigen Status einnimmt, verhält sie sich stets arrogant und ist unfähig, nur die geringste Schwäche zuzugeben. Ihr Partner ist Koki Kariya.

#### Kōki Kariya / Lollipop
"Can we call it a day?"
Yashiros Partner, ein Reaper, der in der Hierarchie etwas über ihr steht und das exakte Gegenteil zu ihr darstellt. Im Kontrast zur aggressiven Uzuki ist Kariya entspannt und arbeitsfaul und versucht ständig, sie zu beruhigen. Er trägt stets ein geheimnisvolles Lächeln und scheint mehr über das Spiel zu wissen, als er preisgibt. Der Spitzname Lollipop kommt daher, dass er durch das ganze Spiel hinweg an einem Lollipop lutscht.

### Andere

#### Sanae Hanekoma / Mr. H / Coffee / CAT / Producer
"The world ends with you."
Sanae Hanekoma, ein geheimnisvoller Charakter, ist der Producer (Produzent), ein Engel, der von den Göttern gesandt wurde, um den Composer zu überwachen. Im Realground ist er Besitzer des Cafés WildKat und inkognito der universalbegabte Designer CAT. Hanekoma tritt den Playern als eine Art Support gegenüber und sorgt dafür, dass das Spiel nach höheren Regeln abläuft. Er hat ein sehr enges Verhältnis zu Joshua, der ihm ebenfalls vertraut. Hanekoma hält sich am liebsten im Hintergrund und tritt Playern nur entgegen, wenn es notwendig ist. Er hat außerdem die Secret Reports geschrieben, welche Hinweise auf das Geschehen zwischen den einzelnen Kapiteln enthalten und die Löcher im Plot stopfen.

#### Eri
"That girl, Shiki... I'm nothing without her."
Eri ist Shikis beste Freundin im Realground. Sie nimmt die Rolle von Shikis Vorbild ein und gestaltet Kleidung, die Shiki später näht. Eri ist eine Freundin von Mina und stand Pate für Shikis Erscheinungsform im Underground.

#### Shuto Dan / Shooter
Ein Tin Pin Slammer, der trotz seines niedrigen Alters als bester Slammurai Shibuyas gilt. Obwohl er lästig und nervtötend werden kann, hat Shooter einen starken Willen und ist für jede noch so verrückte Idee zu haben.

#### Itaru Yokoyamada / Yammer
Ein Klassenkamerad Shooters und sein Mentor. Trotz seiner enormen Tin Pin Kenntnisse beherrscht er den Kampf nicht halb so gut wie er, weshalb er auf seinen Freund häufig eifersüchtig ist.

#### Eiji Oji / The Prince
Der Prinz von Ennui ist ein berühmter Trendsetter und ein Internet-Idol. Eiji betreibt den Blog "F Everything" ("F" for "Fabulous"). Zudem scheint er der Schwarm aller Mädchen in Shibuya zu sein und besitzt eine geheime Vorliebe für klassisch zubereitetes Ramen. Trotz seines Status bleibt er für gewöhnlich auf dem Teppich und hilft seinen Mitmenschen, wo er kann.

#### Ai und Mina
Zwei Schülerinnen aus dem Realground, die beide den "Prince" Eiji Oji bewundern und auf dieselbe Schule gehen wie Shiki und Eri. Mina ist ein optimistisches und hilfsbereites, aber auch sehr beeinflussbares Mädchen. Ai scheint in Makoto verknallt zu sein und wird schnell eifersüchtig, wenn sie Mina mit ihm sieht.

#### Makoto Miki
Ein Werbebeauftragter, der bei der Verbreitung der O-Pins eine tragende Rolle spielt. Er gibt sich stets freundlich und hoffnungsvoll, wird im Privaten jedoch zu einem nervösen, pessimistischen Wrack. Er ist ein guter Freund von Ai und Mina. Nachdem er in der zweiten Woche seine Nudelbar "Shadow Ramen" eröffnet hat, wird er zunehmend selbstbewusst und rücksichtslos, scheint jedoch in der 3. Woche zurück auf den Boden der Tatsachen zu kommen.

#### Ken Doi
Der Besitzer einer Nudelbar, der sich standhaft gegen Makoto zur Wehr setzt, der seinen Laden aufkaufen will. Er trägt kaum zur eigentlichen Handlung bei, nimmt allerdings im Another Day-Zusatzkapitel als Erfinder des Tin Pin eine tragende Position ein.

## Spielmechanik
The World Ends with You ist ein Action-Rollenspiel, aufgeteilt in drei Wochen, also 21 Tage. Der Spieler nimmt die Rolle des Teenagers Neku Sakuraba ein, dessen Partner sich jede Woche ändert und mit ihm zusammen er jeden Tag eine andere Mission erfüllen muss. Es muss nicht jeden Tag eine Mission erfüllt werden, was dem Spieler eine gewisse Freiheit gibt. Das Ziel der Missionen ist es meistens, einen bestimmten Ort zu erreichen oder einen Sektor der Stadt von Noise (Dämonen) zu säubern. Die Mission am 7. Tag einer Woche besteht gewöhnlich darin, den Game Master niederzustrecken, welcher die Missionen bestimmt. Alle Missionen sind innerhalb eines festgelegten Zeitlimits zu erfüllen.

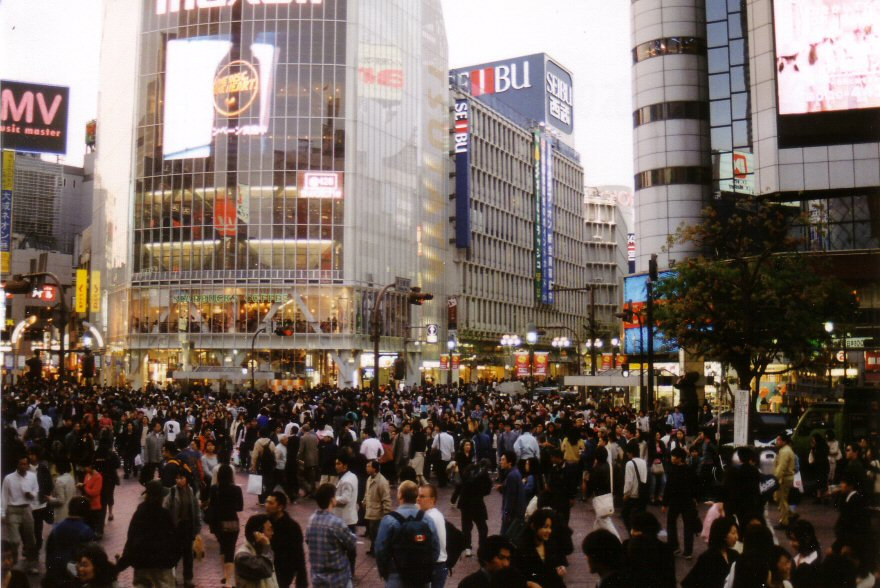
Viele Orte des Spiels entsprechen dem realen Shibuya. Die Kreuzung vor dem Einkaufszentrum 109 wird zum Ausgangspunkt zahlreicher Missionen

Das Spiel findet in einer fiktiven Version Shibuyas statt, dem Underground, in dem man von Unbeteiligten nicht wahrgenommen wird. Für Lebende wird man nur in Geschäften sichtbar, die die Reaper mit einem Totenkopf markiert haben. Player haben jedoch einen begrenzten Einfluss auf Außenstehende. So kann man mit dem Black Skull Pin zum Beispiel Gedanken lesen und mit seinem Handy Gedankenfetzen auffangen und in andere Menschen einpflanzen.
Jeder Sektor Shibuyas folgt anderen Trends, die die Player positiv oder negativ beeinflussen können. Wenn man Klamotten oder Pins der richtigen Marke (Marketing) verwendet, kann sich die Angriffskraft um bis zu 100 % steigern.
Nachdem man das Spiel gewonnen hat, kann man im Menü zu jedem beliebigen Tag zurückkehren und Nebenmissionen erfüllen, um die Secret Reports zu finden, die einem einen Einblick in das Geschehen im Hintergrund geben. Dazu lässt sich das Another Day Zusatzkapitel freischalten, welches in einem Paralleluniversum mit den gleichen Charakteren spielt.

### Pins
The World Ends with You beinhaltet Psych Pins, die den Playern übermenschliche Kräfte verleihen. Sie werden vom Producer hergestellt und als Waffe im Kampf gegen die Noise verwendet. Pins gehören Marken an und unterliegen genau wie Kleidung den Gesetzen der Trends. Black Skull Pins beispielsweise breiten eine Art Psychofeld über das Gebiet aus, in welchem man die Gedanken aller Menschen, die keinen Black Skull Pin tragen, lesen kann. Red Skull Pins, auch O-Pins genannt, hingegen drängen jedem Träger mit der Zeit zum Preis aller menschlichen Emotionen das gleiche Ideal auf:

“To right the countless wrongs of our day, we shine this light of true redemption, that this place may become as paradise. What a wonderful world such would be …”

„Die unzähligen Fehler unserer Zeit zu richten, strahlen wir dieses Licht wahrer Erlösung aus, dass dieser Platz wie das Paradies werde. Welch eine wundervolle Welt solch eine sein mag …“

### Kampfsystem
Man wird nur in Kämpfe verwickelt, wenn man Reapern begegnet oder mithilfe des Black Skull Pins Noise an sich heranzieht. Alle Gegner existieren simultan in zwei Ebenen und teilen die gleiche HP. Daher müssen sie von zwei Partnern in beiden Ebenen besiegt werden. Neku kämpft mit seinen Psych Pins auf dem Touchscreen, während sein jeweiliger Partner mit dem Steuerkreuz im oberen Bildschirm kämpft. Nekus Partner verfügen über unterschiedliche Angriffe, die alle einem Kartenspiel-Schema folgen. Wenn man diesem folgt, kann man Fusionsangriffe der Partner aktivieren, die in beiden Ebenen massiven Schaden anrichten.

### Tin Pin
Tin Pin Slammer ist ein Spiel, das von Slammern (sich selbst auch als Slammurai bezeichnend) praktiziert wird. Es kann bis zu vier Teilnehmer geben, denen bis zu vier Pins zur Verfügung stehen. Ziel eines jeden Spielers ist es, durch Bewegung des eigenen Pins die Pins der Gegner vom Spielfeld zu stoßen. Der Pin wird mit dem Touchpen kontrolliert, mit den vier Richtungen des Steuerkreuzes kann man den Pin vom Herabstürzen vom Spielbrett hindern oder drei Spezialangriffe entfesseln, die in einer Art Schere-Stein-Papier-Verhältnis zueinander stehen. Korrekt angewendet können diese Angriffe gegnerische Pins betäuben. Jeder Pin verfügt über eine unterschiedliche Anzahl an solchen Spezialaktionen. Wenn alle Spieler bis auf einen alle Pins verloren haben, wird der letzte Sieger, wenn dies nicht eintritt, gewinnt nach Ablauf des Zeitlimits der Spieler mit der höchsten Punktzahl.

### Reaper Creeper
Ein Spiel, das Leute im Realground anwenden, um Entscheidungen zu treffen. Man nimmt ein Papier mit einem weißen, schwarzen und roten Symbol und legt eine Münze darauf. Anschließend stellt man seine Frage und ein Reaper oder Player bewegt mittels Telekinese die Münze auf eines der Felder.
- Weiß bedeutet ja
- Schwarz bedeutet nein
- Rot bedeutet weder noch

## Entwicklung
The World Ends with You wurde vom gleichen Team entwickelt wie die Kingdom-Hearts-Serie, mit Unterstützung von Jupiter, dem Betrieb, der an der Entwicklung von Kingdom Hearts: Chain of Memories beteiligt war. Die Entwicklung begann zweieinhalb Jahre vor der japanischen Veröffentlichung. In Kingdom Hearts 3D: Dream Drop Distance für den Nintendo 3DS haben Neku und die anderen einen Auftritt in der ersten Welt, der Stadt Traverse.

### Anspielungen
The World Ends with You enthält einige philosophische und religiöse Elemente des Christentums und Buddhismus'. Die Idee, jeder Mensch lebe in seiner eigenen Welt, ist ein wiederkehrendes Motiv im Spiel. Joshua behauptet, diese Welt sei nichts als die Realität, die jeder durch den Filter der von ihm ersehnten Realität sieht. Laut Hanekoma "endet diese Welt mit einem". Um die Lücke im eigenen Herzen zu schließen, muss man mit anderen Menschen interagieren und sie kennenlernen, damit man ihre Welt teilt und den eigenen Horizont erweitert.
Diesem Grundgedanken liegt auch der Optimierungsplan Megumi Kitanijis zugrunde. Durch das Tragen der O-Pins werden alle Menschen gleich und die geistigen Barrieren zwischen den Menschen werden aufgerissen. Somit würden zwar alle in einer Welt leben, statt sich vor anderen zu verstecken, doch dadurch würde auch jeder seine Individualität verlieren. Diese Philosophie ähnelt dem buddhistischen Heilsgedanken, man müsse alle irdischen Zwänge ablegen um wahre Erlösung zu erfahren und weist Parallelen zum Human Instrumentality Project aus dem Anime Neon Genesis Evangelion auf.
Die Hierarchie der Reaper ähnelt der der Engel mit dem Composer als Gott und dem Conductor als irdischer Stellvertreter Gottes. Joshua hat beim Einschreiben in das Slam-Off im Another Day Zusatzkapitel die Nummer 108 – die Anzahl der buddhistischen Verfehlungen. Shiki trägt einen Anhänger in Form eines Kreuzes.

### Soundtrack
Der Soundtrack des Spiels wurde von Takeharu Ishimoto komponiert und produziert. Die Musikstile beinhalten Genres wie Rock, J-Pop, Hip-Hop und Techno, um zur Kulisse des modernen Shibuyas zu passen. Zahlreiche Songs des Spiels wurden von der japanischen Popsängerin Jyongri gesungen, wie etwa der Abspanntitel Lullaby for You.
Der offizielle Soundtrack zum Spiel wurde im Album The World Ends with You Original Soundtrack am 22. August 2007 in Japan veröffentlicht.
- "It's So Wonderful"
- "Twister"
- "Underground"
- "Long Dream"
- "Calling"
- "Despair"
- "Hybrid"
- "Fighting For Freedom"
- "オーパーツ" (Ooparts)
- "Forebode"
- "Give Me All Your Love"
- "サムデイ" (Someday)
- "Satisfy"
- "Someday"
- "ツイスター (Twister)"
- "Let's Get Together"
- "Slash And Slash"
- "Rush Hour"
- "Amnesia"
- "Imprinting"
- "オワリハジマリ" (Owari-Hajimari, Ende und Anfang)
- "Psychedelic"
- "Game Over"
- "Dancer In The Streets"
- "ハイブリッド" (Hybrid)
- "Detonation"
- "Black Market"
- "Junk Garage"
- "It Is Fashionable"
- "Noisy Noise"
- "Economical Shoppers"
- "Shibuya"
- "Make or Break"
- "Twister-Remix"
- "Emptiness"
- "Twister-Gang-Mix"

Square Enix veröffentlichte des Weiteren am 25. Juni 2008 das Album Subarashiki Konosekai + The World Ends with You das vier weitere Songs enthält. Eine 19-Track version wurde am 30. Juli 2008 auf CD veröffentlicht.
Subarashiki Konosekai + The World Ends with You – EP
- "Déjà Vu"
- "Three Minutes Clapping"
- "The One Star"
- "Owari-Hajimari"
- "Transformation"
- "Twister -The Twisters-"

Subarashiki Konosekai + The World Ends with You (album version)
- "Twister -Original ver-"
- "Calling -1960s-"
- "Give Me All You Love -All my love-"
- "Long Dream -1980s-"
- "サムデイ -Unplugged-" ("Someday")
- "Make or Break -Black box-"
- "Game Over -Busy Dizzy and Lazy-"
- "オーパーツ -Give me a chance-"
- "ハイブリッド -New born-"
- "Twister -That Power is Yet Unknown-"
- "Déjà vu"
- "Transformation"
- "Three Minutes Clapping"
- "Twister-Gang-Mix"
- "The One Star"
- "Owari-Hajimari"
- "Three Minutes Clapping -Live-"
- "Transformation -Transformed-"
- "Déjà vu -Discoteque"

## The World Ends with You – The Animation (2021)
The World Ends with You – The Animation ist eine sich in Produktion befindende Animeadaption des Videospiels, welche im April 2021 in Japan erschien. Als Regisseur fungierte Kazuya Ichikawa, Tetsuya Nomura übernahm wie bereits im Spiel das Charakterdesign. Die Serie wurde als Co-Produktion zwischen den Animationsstudios DOMERICA und Shin-Ei-Animation realisiert.

## NEO: The World Ends with You
Ende 2020 wurde der Nachfolger NEO: The World Ends with You für die Plattformen Microsoft Windows, Nintendo Switch und PlayStation 4 angekündigt. Die Veröffentlichung der PS4- und Switch-Version erfolgte am 27. Juli 2021. Eine Umsetzung für Microsoft Windows folgte am 28. September 2021. Erzählerisch knüpft das Spiel an den Inhalt des Animes The World Ends with You: The Animation an, der in Teilen von der Geschichte des ersten Spiels abweicht.